# Dominik Marty
Dominik Marty, genannt Sity Domini (* 10. Juli 1936 in Schwyz; † 31. August 2005) war ein Schweizer Volksmusiker. Seine Musik war der Ländler und das Spiel auf der Bassgeige, Schwyzerörgeli und dem Büchel (gewundenes Alphorn).

## Musikalische Laufbahn
Der Landwirt und Älpler aus Schwyz war Bassist bei den Druosbärg-Büeble, mit denen er zwei Schallplatten veröffentlichte. Gemeinsam mit dem Ländlermusikanten Rees Gwerder brachte er fünf weitere Platten heraus, hinzu kamen noch drei Platten mit der Kapelle Bürgler-Rickenbacher. Aufnahmen von ihm sind auch auf der 1994 erschienenen Sampler-CD Schräg Dahoam 2 zu finden. Zu seinen originellen Auftritten gehörten auch das Juuzen, das Gäuerlen (Werbetanz) und der Einsatz von Instrumenten der Hausmusik (Löffel, Chlefeli [2 Hartholzbrettchen], Besen).
Eine weitere Station war die Zusammenarbeit mit dem Musikproduzenten Ernst Jakober und dessen Ländlerkapelle «Di urchige Glarner» aus Benken SG. Jakober komponierte traditionelle Ländlermelodien, die Sity Domini gelegentlich am Bass begleitete. Der Kapellmeister komponierte und textete auch Lieder im Stil des Volkstümlichen Schlagers, die er im Duett mit seiner Frau Beatrice oder Sity Domini sang. Die Liedtexte stellen die Lebenseinstellung des Urhebers dar.
Er gehörte zur Stammformation von Rees Gwerder.

## Berufliches
Dominik Marty übernahm den Bauernhof seines Vaters im Hirschi, in dessen einstigem Anwesen das Bundesbriefarchiv erbaut wurde. Zum Landwirtschaftsbetrieb gehört auch ein Rebberg, auf dem Sity Domini den Hirschi-Wein kelterte.

## Politik
Bekannt wurde Dominik Marty auch durch eine Rede in einer Sendung des Schweizer Fernsehens aus dem Bundesbriefmuseum, in der eine Diskussion zur Abstimmung über den Beitritt der Schweiz zum Europäischen Wirtschaftsraum am 6. Dezember 1992 stattfand, die rund 760'000 Zuschauer mitverfolgten. Gleichzeitig waren draussen zahlreiche Treichler lautstark zu hören. Marty sagte, er dürfe im Namen dieser Treichler sprechen und konterte einen vom Bundesrat befürworteten EWR-Beitritt massiv und glaubte, eine EWR-Mitgliedschaft würde Krieg bedeuten und das Schweizer Volk käme zu massivem Schaden. Marty wurde von den Sicherheitsleuten hinaus gewiesen und Bundesrat Adolf Ogi konterte, das sei unanständig; nicht der Bundesrat, sondern das Fernsehen DRS habe die Räumlichkeit für die EWR-Präsentation ausgesucht. Ansonsten war Sity Domini nicht für ein politisches Engagement bekannt.

## Besonderheiten
Ein äusserliches Markenzeichen war sein Rauschebart. Er hatte das typische Erscheinungsbild eines Älplers. Das Jauchzen oder Juuzen ist unter den Älplern eine Tradition. Nach dem Feierabend sitzt man gerne beisammen, und wer ein Schwyzerörgeli, ein Akkordeon oder eine Bassgeige bei sich hat, macht gerne davon Gebrauch. Daher wird zur Ländlermusik oft gejauchzt und gejodelt. Als Dominik Marty von den Druosberg-Büeble angefragt wurde, kaufte er seine erste Bassgeige, einen Dreisaiter. Nach eigener Aussage übte er «nur» zwei Stunden, dann folgte der erste öffentliche Auftritt. Wer Radio hört, ahnt durch die unverkennbaren Jauchzer, dass Sity Domini die Musik am Bass begleitet.
Die wohl bekannteste Melodie, die er mit der Bassgeige begleitete, war der Ländler "Bim Sity Domini" (Beim Sity Domini) im typischen Illgauer- bzw. Muotathaler Stil, komponiert vom Kapellmeister Toni Bürgler. Unter anderem produzierte die Schaukäserei Schwyzerland in Seewen bei Schwyz mit ihm eine Tonbildschau.
Nach seiner umstrittenen Fernsehrede blieb er von verschiedenen Rückschlägen nicht verschont. Er musste für zwei Tage sein Telefon abstellen. Verschiedene Veranstalter stornierten mit seiner Kapelle gebuchte Auftritte. Trotzdem erreichte Dominik Marty einen weiteren Höhepunkt in seiner musikalischen Laufbahn. Er machte Aufnahmen mit dem Schwyzerörgeliduett Iten-Grab, mit dem er während 20 Jahren zusammenspielte. Da er auch von andern Ländlerkapellen engagiert wurde, sprang der Kontrabass-Händler Mark Schuler aus Rothenthurm SZ regelmäßig für ihn ein.